# Périgny, Charente-Maritime
Périgny är en stad och kommun i Frankrike i La Rochelles östra förorter. Det är orten i departementet Charente-Maritime. Périgny ligger i regionen Nouvelle-Aquitaine.
Périgny har 6 709 invånare och är den åttonde största staden i Charente-Maritime.
Dess invånare kallas på franska Pérignaciennes (f) och Pérignaciens (m).

## Befolkningsutveckling
Antalet invånare i kommunen Périgny
| Referens: INSEE |